# Lobo-senegalês
O Lobo-senegalês (Canis a. Anthus) também chamado de Antus, é uma subespécie de lobo-dourado e é possivelmente uma subespécie do Lobo-cinzento, nativo do senegal sendo seu nome uma homenagem ao país.

## Descrição física

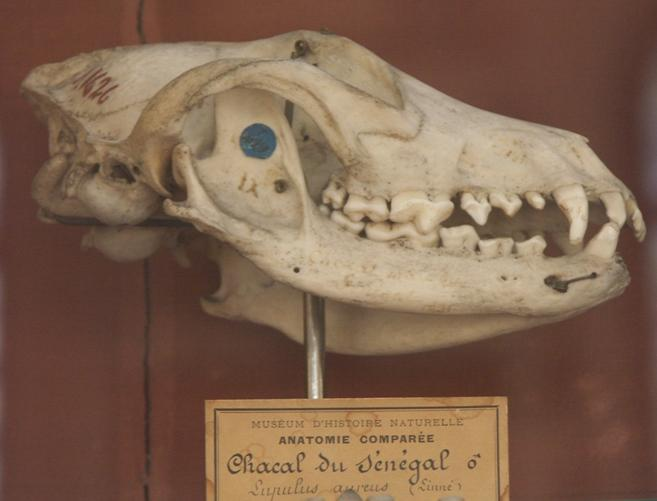
Crânio de um lobo-senegalês,exposto no Museu nacional da história da vida.

lobos dourados senegaleses adultos têm cerca de 38 cm de altura na barriga e 35,56 cm de comprimento, da cauda ao occipital . As orelhas são mais longas e a cabeça é mais parecida com um cachorro do que a do lobo egípcio  e mede 17 polegadas  de comprimento.  A cauda não é tão peluda e é mais curta,  sendo 25,4 cm de comprimento. 
O nariz e a testa são amarelados, enquanto a garganta e as partes inferiores são brancas. Falta o anel preto em volta do pescoço, nem o arranjo pontilhado de pontos pretos nas costas, característica do lobo egípcio.  Os flancos e as costas são de uma cor cinza profundo, grisalhos de amarelo. O pescoço é castanho acinzentado, predominando o cinza principalmente nas bochechas e abaixo das orelhas. O focinho superior, membros, parte traseira das orelhas e cauda são de uma cor castanha pura, enquanto o resto do corpo é esbranquiçado.